# Earl Morrall
Earl Edwin Morrall (* 17. Mai 1934 in Muskegon, Michigan; † 25. April 2014 in Fort Lauderdale, Florida) war ein US-amerikanischer American-Football-Spieler auf der Position des Quarterbacks. Er spielte 21 Jahre in der National Football League (NFL) und spielte für den jeweils verletzten Johnny Unitas in zwei Super Bowls für die Baltimore Colts. Nach der Niederlage im Super Bowl III gewann er den Super Bowl V mit den Colts und als Backup die Super Bowls VII und VIII mit den Miami Dolphins.

## Karriere
Morrall spielte College Football an der Michigan State University und führte die Spartans zu einem 17:14-Sieg über die University of California at Los Angeles (UCLA) im Rose Bowl 1956.
Er ersetzte Johnny Unitas, der sich vor der Saison 1968 verletzte, und spielte so gut, dass er auch nach dessen Genesung weiter der Starting-Quarterback blieb. Die Colts gewannen in der Saison 13 spiele, bei nur einer Niederlage. Im NFL-Titelspiel gewannen sie gegen die Cleveland Browns mit 34:0. Den Super Bowl III verloren die Colts jedoch gegen Joe Namath und die New York Jets mit 7:16 – den Touchdown erzielten die Colts erst nachdem Unitas gegen Ende des Spiels beim Stand von 16:0 für die Jets, eingewechselt wurde.
Zwei Jahre, in der Saison 1970 war Unitas wieder der Starter, aber Morrall ersetzte ihn in der Saison in zwei Spielen. Unitas verletzte sich im Super Bowl V beim Stand von 6:13 für die Dallas Cowboys und Morrall führte die Colts zum 16:13-Sieg.
Morrall gewann mit den Miami Dolphins, als Backup von Bob Griese, noch die Super Bowls VII und VII. In der Perfect Season der Dolphins 1972 spielte er für den verletzten Griese in elf der 17 Saisonspiele.
Morrall starb am 25. April 2014 infolge einer Parkinson-Krankheit, wie zunächst angenommen wurde. Nach einer Autopsie des Gehirns teilte seine Familie später mit, dass er an chronisch-traumatischer Enzephalopathie erkrankt war und die gravierendste Stufe IV erreicht hatte.